# 三杯もち
三杯もち（さんばいもち）は、秋田県南部の大曲仙北地域を中心に食べられている餅菓子。同地方の郷土菓子である「三杯みそ」をもとに考案された。

## 概要
三杯もちの起源は、江戸時代後期の天保年間に起こった凶作の際、救荒食物としてワラビの根から作られたネバナもち・ネバナみそであるといわれる。その後、餅の主原料は米に変化し、「みそ」・「花みそ」と称されるようになるが、花みその語源には諸説ある。また、同地方では「もち」と「みそ」が同義であったようである。更に、餅米粉・うるち米・小豆を一杯ずつ合わせて作るることから「三杯みそ」・「三杯もち」と呼ばれるようになった。
三杯みそは、大曲・仙北地域をはじめとする秋田県南地方において、主に冠婚葬祭の際、多くの人に向けて振る舞われた。

## 特徴
三杯もちの食感は、ういろうや羊羹、餅の中間のような、所謂「ねかねか」したものである。大曲・仙北の菓子店で販売されている他、各家庭でも行事食として作られている。

## 作り方
以下は一般的な作り方の手順である。
1. 餅米粉、うるち米、小豆、その他砂糖、水等を入れて、耳朶ほどの固さに生地をまとめる。
2. 生地を小さくちぎり、蒸し器に入れて30分～1時間蒸す。
3. 蒸し上げた後、餅をまとめ手でこねる。
4. 棒状に成形し、形を整えて切り分ける。